# Atridas
Atrida (em grego clássico: Άτρείδην; lit. filho(a) de Atreu) costuma se referir a um dos dois filhos de Atreu: Agamenão e Menelau.
Contudo, há também os Atridas, como linhagem fundada por Tântalo, filho de Plota e de Zeus. Tântalo casou-se com a deusa Dione (não confundir com a mãe de Afrodite), e dela teve Pélope e Níobe. Porem em certa ocasião Tântalo matou Pélope e serviu-o como sopa para os deuses. Por isso teve a sua vida sacrificada, para que Pélope voltasse à vida.
Níobe casou com Anfião, rei de Tebas, e teve sete filhos e sete filhas. Por ela ter provocado a deusa Leto, Apolo e Ártemis mandaram matar todos os seus filhos e como acto de piedade Zeus transformou Níobe numa alegre estátua numa fonte na montanha próxima da Frígia.
Pélope casou-se com a ninfa Axíoque e com ela foi pai de Crisipo, depois de alguns anos do acontecimento da irmã, entrou em guerra com Ilo, rei de Trôade (cuja capital era Troia).
Homero se refere a um tal Átrida que é descrito como "loiro". 
1. ↑  Homero (6 de setembro de 2015). Ilíada: A ira de Aquiles. [S.l.]: hedra